# Seeon-Seebruck
Seeon-Seebruck – gmina w południowo-wschodnich Niemczech, w kraju związkowym Bawaria, w rejencji Górna Bawaria, w regionie Südostoberbayern, w powiecie Traunstein. Leży około 18 km na północny zachód od Traunsteinu, nad jeziorem Chiemsee.

## Demografia
| Rok  | Liczba mieszk. |
| ---- | -------------- |
| 1970 | 3 015          |
| 1987 | 3 426          |
| 2000 | 4 345          |
| 2005 | 4 510          |

### Struktura wiekowa
Dane o ludności z 31 grudnia 2008:
| Opis                                | Ogółem | Ogółem | Kobiety | Kobiety | Mężczyźni | Mężczyźni |
| ----------------------------------- | ------ | ------ | ------- | ------- | --------- | --------- |
| Jednostka                           | osób   | %      | osób    | %       | osób      | %         |
| Populacja                           | 4586   | 100    | 2347    | 51,18   | 2239      | 48,82     |
| Wiek przedprodukcyjny (0–17 lat)    | 860    | 18,75  | 425     | 9,27    | 435       | 9,49      |
| Wiek produkcyjny (18–65 lat)        | 2813   | 61,34  | 1421    | 30,99   | 1392      | 30,35     |
| Wiek poprodukcyjny (powyżej 65 lat) | 913    | 19,91  | 501     | 10,92   | 412       | 8,98      |

## Polityka
Wójtem gminy jest Konrad Glück, rada gminy składa się z 16 osób.
|      | CSU | FWGSeeon | PFWT | FWGSeebruck | Razem |
| 2008 | 5   | 5        | 3    | 3           | 16    |
| 2002 | 4   | 5        | 3    | 4           | 16    |

## Oświata
W gminie znajduje się przedszkole (125 miejsc i 123 dzieci) oraz szkoła 914 nauczycieli, 288 uczniów).